# شهرستان وارن (ایلینوی)
شهرستان وارن، ایلینوی (به انگلیسی: Warren County, Illinois) یک سکونتگاه مسکونی در ایالات متحده آمریکا است که در ایلینوی واقع شده‌است.

## نگارخانه

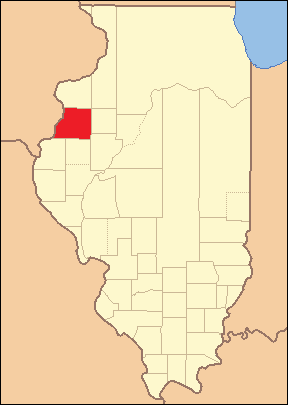
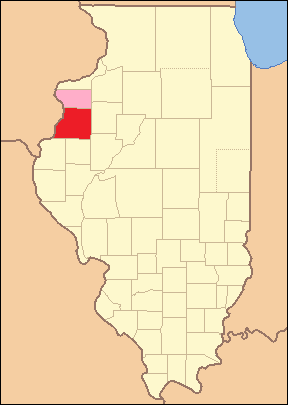
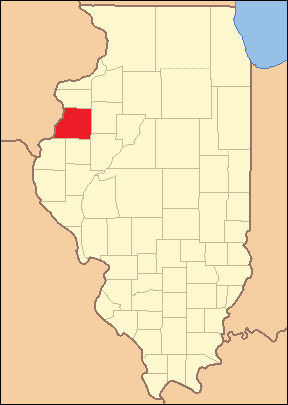
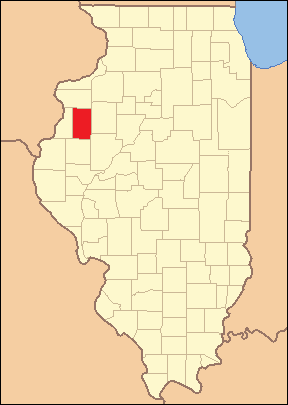